# Ematurga gynaekoides
Ematurga gynaekoides är en fjärilsart som beskrevs av Heinrich 1923. Ematurga gynaekoides ingår i släktet Ematurga och familjen mätare. Inga underarter finns listade i Catalogue of Life.